# 吳英昭
吳英昭（1939年11月15日—）台湾嘉义县人。中华民国法官、检察官。

## 生平
吳英昭自东吴大学法律系毕业。历任台湾省立北门中学教师，台中地方法院候补检察官、检察官，台南地方法院推事，台北地方法院检察官，台湾高等法院检察处检察官，澎湖地方法院检察处首席检察官，台东地方法院检察处首席检察官，宜兰地方法院检察署检察长，台南地方法院检察署检察长，板桥地方法院检察署检察长，法务部政风司司长、检察司司长，台北地方法院检察署检察长，台湾高等法院检察署检察长，最高法院检察署主任检察官。2004年，被任命为最高法院检察署检察总长。2005年12月27日，吳英昭宣布为“三合一选举”查贿结果负责，请辞检察总长，办理退休。此后，立法院行使检察总长同意权延宕，使他多任检察总长一年多，直到2007年1月24日才与新任检察总长陈聪明办理交接。